# Uludağ

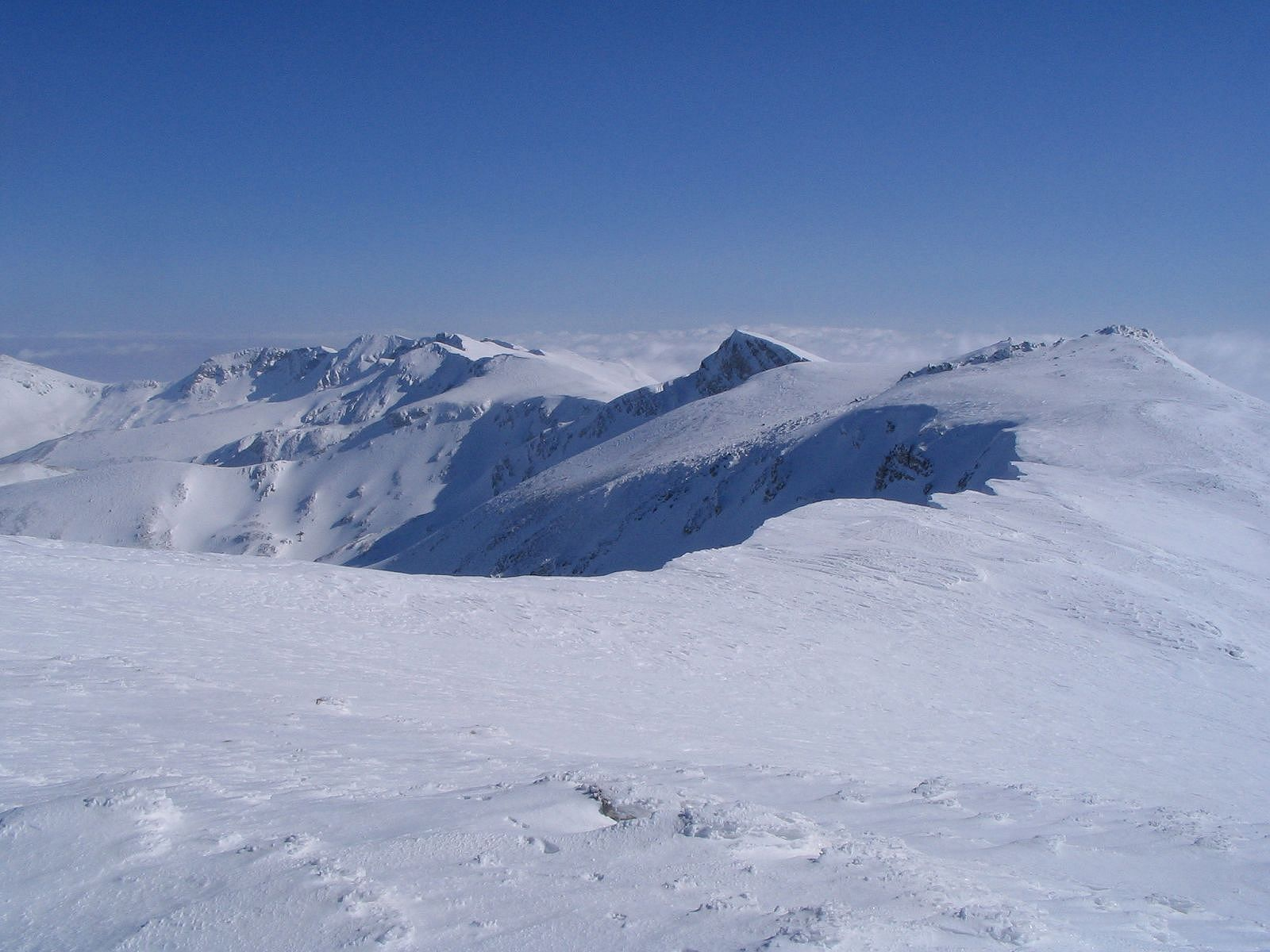
Vista do cume

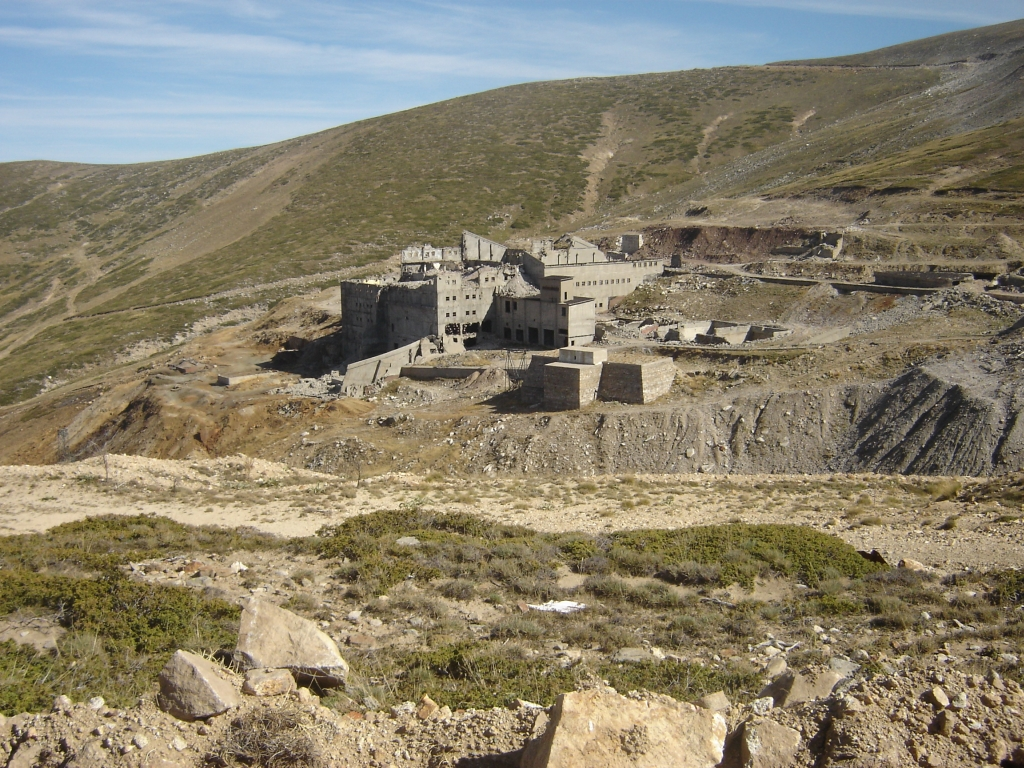
Mina abandonada de volfrâmio

O Uludağ (AFI: /uˈɫudaː/; "montanha sagrada" em turco), o antigo Keşiş Dağı ("monte dos monges") e Monte Olimpo da Mísia, é uma montanha situada a sul da cidade de Bursa, na parte ocidental da Anatólia, Turquia. Tem uma altitude de 2 543 m, o que faz dele a montanha mais alta da Região de Mármara, e uma proeminência de 1 504 m. Integra um parque nacional com o mesmo nome (Uludağ Milli Parkı), muito rico em flora e fauna. Aí se situa o maior e mais popular centro de desportos de inverno da Turquia, e de atividades de ar livre no verão, como o trekking e o campismo.
O cume mais alto do Uludağ é o Kartaltepe. A norte dele situam-se os altos planaltos de Sarıalan, Kirazlıyayla, Kadıyayla, and Sobra. Próximo do cume existe uma mina abandonada de volfrâmio. A mina e a fábrica anexa foram construídas em 1974 por 60 milhões de dólares e foram encerradas em 1989 devido aos elevados custos de produção.

## História
Uludağ significa "montanha sagrada" em turco, mas também ainda é conhecido pelo antigo nome de Keşiş Dağı. Na Antiguidade, a cordilheira de que faz parte, que se estende ao longo dos limites meridionais da Bitínia, era conhecida como Olimpo. A parte ocidental, onde se encontra o Uludağ chamava-se Olimpo da Mísia e a parte oriental, Olimpo da Bitínia. A cidade de Bursa, era conhecida como Prusa do Olimpo (Prusa ad Olympum) devido à sua posição próxima da montanha. Na Idade Média existiam na região vários eremitérios e mosteiros, que constituíram um centro monático importante entre os séculos VIII e XI, cujo grande prestígio estava ligado à resistência de numerosos monges à política iconoclasta dos imperadores bizantinos e, posteriormente, à oposição latente ao monasticismo urbano de Constantinopla dos estuditas. Um dos monges mais populares da cristandade oriental, o santo milagreiro São Joanício (ou Santo Ioannikios ou Joannicus, o Grande), viveu como eremita nesta montanha.[carece de fontes?]

## Parque Nacional
O maciço do Uludağ é a área mais alta da Anatólia Ocidental e é facilmente acessível de automóvel ou por funicular. O parque situa-se a 22 km a sul de Bursa. O funicular sobe desde Bursa, tem uma paragem intermédia nos prados alpinos de Kadiyayla, a cerca de 1 200 m de altitude e termina em  Sarialan, a 1 630 m de altitude.[carece de fontes?]
Os habitats do parque vão desde maquis nas encostas mais baixas até aos prados alpinos dos níveis superiores, passando por florestas de caducifólias, faias e abetos. O parque é um refúgio para aves de montanha como o abutre-barbudo, a águia-real e mais de 20 espécies de outras aves de rapina. Outras espécies de alta altitude incluem a ferreirinha-alpina, a monticola e gralhas do género Pyrrhocorax. A área tem também algumas espécies orientais, como a Oenanthe isabellina, Serinus pusillus e Sitta krueperi (trepadeira-azul-do-levante) — o Uludağ é a região mais ocidental onde podem ser encontradas estas últimas espécies.[carece de fontes?]
Nas densas florestas de abetos encontram-se a trepadeira-comum, o cruza-bico, o pica-pau (Dendrocopos leucotos) e o Aegolius funereus, uma coruja muito rara endémica da Turquia. Outra espécie endémica rara é a borboleta Parnassius apollo graslini. A área é também de grande interesse para os botânicos, nomeadamente pelas coloridas prímulas Primula vulgaris var sibthorpii cor-de-rosa, Doronicum orientale, Crocus siberi (púrpura), Crocus flavus (amarela) e o jacinto Muscari racemosum.[carece de fontes?]